# Quelli della montagna
Pour plus de détails, voir Fiche technique et Distribution.
Quelli della montagna est un film de guerre italien réalisé par Aldo Vergano et sorti en 1943.

## Synopsis
Le jeune et brillant avocat Fontana, qui vient d'épouser Maria, est appelé sous les drapeaux et doit rejoindre son unité alpine ; sa jeune épouse, pour être près de lui, va séjourner dans la station de montagne où il est en formation. Une fois sur place, Fontana, promu au grade de lieutenant, n'aime pas la vie militaire et, pour cette raison, entre en conflit avec ses supérieurs et en particulier avec le capitaine Sandri. Les relations s'enveniment lorsque Fontana découvre que le frère de Sandri, mort l'année précédente dans un accident de montagne, avait été fiancé à Maria.
Les tensions qui s'installent conduisent à la marginalisation de Fontana par ses compagnons d'armes, unis par un fort esprit de corps, et au refroidissement de sa relation avec sa femme. Même le transfert de l'unité au front n'améliore pas les relations entre les soldats. Mais lors d'une action de guerre risquée, Fontana se comporte héroïquement, choisissant de faire prévaloir ses devoirs sur ses intérêts personnels. Il parvient ainsi à sauver son unité, même si Sandri tombe au combat. Grâce à son comportement, il gagnera l'estime de ses compagnons d'armes et trouvera l'amour de sa jeune épouse.

## Fiche technique
- Titre original italien : Quelli della montagna[1] (litt. « Ceux de la montagne »)
- Réalisation : Aldo Vergano, assisté de Vittorio Cottafavi
- Scénario : Cino Betrone, Alessandro Blasetti, Corrado Pavolini, Sergio Pugliese, Alberto Spaini, Aldo Vergano
- Photographie : Mario Craveri, Arturo Climati
- Montage : Fernando Cerchio
- Musique : Annibale Bizzelli (it)
- Décors : Vittorio Valentini, Tullio Maciocchi
- Société de production : Lux Film
- Pays de production :  Royaume d'Italie
- Langue originale : italien
- Format : Noir et blanc - Son mono
- Genre : film de guerre
- Durée : 85 minutes
- Date de sortie :
  - Royaume d'Italie (1861-1946) : 15 mars 1943

## Distribution
- Amedeo Nazzari : Lieutenant Andrea Fontana
- Mariella Lotti : médecin Maria Algardi
- Mario Ferrari : le capitaine Piero Sandri
- Ori Monteverdi : Pina
- Cesco Baseggio : Major
- Nico Pepe : Lieutenant Docteur Giordano
- Sennuccio Benelli (it) : Varale
- Walter Lazzaro (it) : Aide du Major
- Renato Malavasi : un soldat alpin

## Production

### Scénario

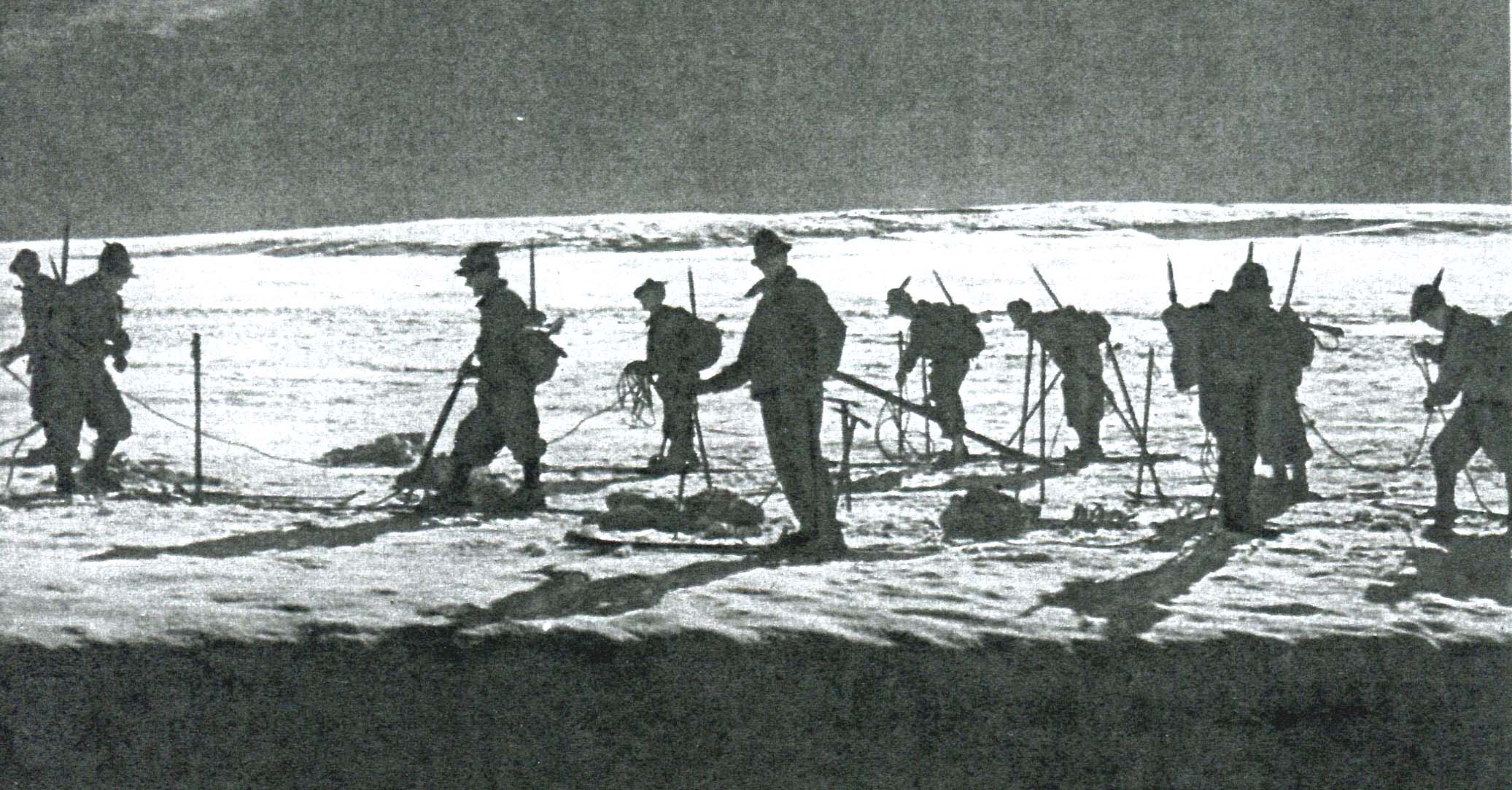
Les scènes de haute montagne ont été tournées sur le Mont Blanc avec l'assistance technique des Alpins.

Quelli della montagna est né d'un sujet écrit par Cino Betrone, à qui le film est dédié dans le générique. Militant fasciste, fils de l'acteur Annibale Betrone, qui joue également un petit rôle dans le film, et lié au cinéma (il avait monté et été assistant réalisateur sur plusieurs films dont Les Robinsons de la mer, Les Diamants du maharadjah et La Tosca), il s'était porté volontaire pour les Alpini lorsque l'Italie avait attaqué la Grèce et était tombée sur le front albanais en février 1941.
Dans le climat propagandiste de l'époque, ce film a donc parfois été présenté comme le « testament spirituel » de l'auteur, un « très jeune homme qui a sacrifié sa noble vie pour la patrie ». À partir du texte original, qui n'est cependant pas mentionné dans le générique d'ouvertyre car, selon Blasetti et Cottafavi, il n'est qu'à peine évoqué, beaucoup se sont penchés sur le scénario, modifiant quelque peu l'intrigue originale. Outre les personnes mentionnées, le futur réalisateur Cottafavi, qui était également assistant réalisateur avec Nino Fatiganti, et le journaliste Domenico Meccoli, ont travaillé sur le film sans apparaître à l'écran.

### Tournage

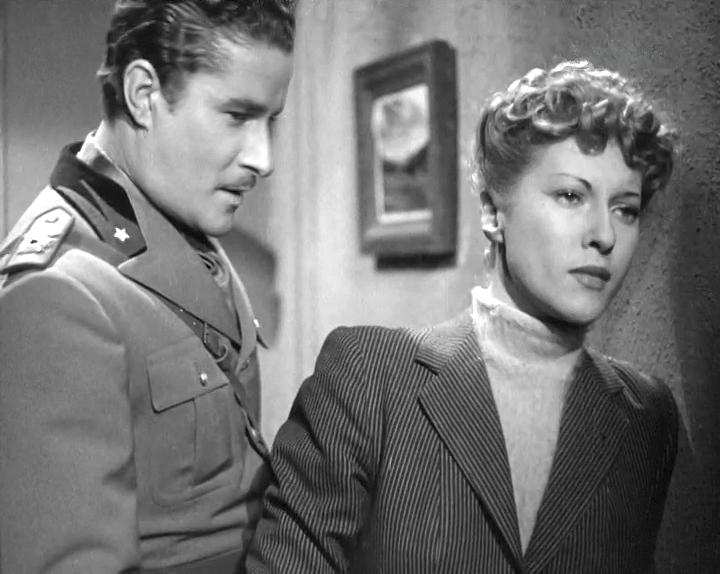
Amedeo Nazzari et Mariella Lotti dans une scène du film.

Le film est produit par Lux Film, l'une des deux plus importantes sociétés de production, avec Scalera, de la cinématographie italienne de l'époque.
Le tournage en extérieurs commence fin septembre 1942 à Courmayeur, où les scènes de haute montagne sont tournées avec le Mont Blanc en arrière-plan. Le tournage se poursuit ensuite à Cinecittà jusqu'à la fin de l'année 1942.

### Attribution des rôles
Alors que les premières informations sur le film mentionnent Gino Cervi et Luisa Ferida comme acteurs (et Flavio Calzavara comme réalisateur), le choix final se porte sur Nazzari qui, bien que n'étant pas un adepte du fascisme, est apprécié pour son patriotisme, à tel point qu'en 1942 il accepte d'être le protagoniste du documentaire de propagande Ninna nanna, papà sta in guerra, aujourd'hui perdu. Nazzari est rejoint dans le rôle du capitaine (grade qu'il avait effectivement occupé en 1915-18[) par Mario Ferrari, spécialiste des rôles de soldat expérimenté et sévère (L'Homme de la Légion (it), Piccolo alpino (it), Giarabub (it)), et Mariella Lotti dans un registre plus romantique.